# Paralaeospira adeonella
Paralaeospira adeonella är en ringmaskart som först beskrevs av Francis Day 1963.  Paralaeospira adeonella ingår i släktet Paralaeospira och familjen Serpulidae. Inga underarter finns listade i Catalogue of Life.